# 由宇喜一
由宇喜一(ゆう きいち、生没年不詳)は、戦国時代の武将。斯波氏の家臣。

## 経歴
斯波氏の家臣であり、斯波氏の親戚だと考えられている。
安食の戦いが勃発すると、織田信長側に与し、織田三位を討ち取った。